# 2. HRL 2020./21.
Druga hrvatska rukometna liga predstavlja treći rang hrvatskog rukometnog prvenstva u sezoni 2020./21., te se sastojala od četiri skupine - Istok, Jug, Sjever  i Zapad, u kojima su se natjecala 43 kluba. 
 
Kao posljedica pandemije COVID-19, krajem studenog 2020. godine je došlo do prekida natjecanja u svim skupinama, koja poslije nisu nastavljena.

 
 
Za zainterensirane klubove je HRS u lipnju i srpnju 2021. godine organizirao kvalifikacije za ulazak u 1. HRL. 

## Istok
| Sudionici - Borovo Vukovar - Brod (Slavonski Brod) - Đakovo - Feniks Osijek - NEXE II Našice - Nova Gradiška BD Gruppe Austria - Osijek II - Slatina - Valpovka Valpovo - Županja | Ljestvica prije prekida natjecanja mj. klub ut pob ner por gol+ gol- bod 1. Đakovo 6 6 0 0 203 216 12 2. Slatina 5 5 0 0 155 128 10 3. Brod (Slavonski Brod) 5 3 0 2 158 153 6 4. Nova Gradiška BD Gruppe Austria 5 3 0 2 149 138 6 5. Osijek II 6 3 0 3 174 190 6 6. Feniks Osijek 6 2 1 3 158 179 5 7. NEXE II Našice 5 2 0 3 129 158 4 8. Valpovka Valpovo 6 1 1 4 165 177 3 9. Borovo Vukovar 4 1 0 3 115 124 2 10. Županja 6 0 0 6 145 188 0 Izvori: hrs.hr, 2.HRL Istok - Muški hrs.hr, 2.HRL Istok - Muški, wayback |

## Jug
| Sudionici - Biograd (Biograd na Moru) - Jelsa Malizia - Kamičak Sinj - Kingtrade Makarska - Korčula - Opuzen - Solin - Split - Trilj - Vodice | Ljestvica prije prekida natjecanja mj. klub ut pob ner por gol+ gol- bod 1. Kamičak Sinj 7 6 0 1 218 175 12 2. Solin 7 5 1 1 223 171 11 3. Korčula 7 4 1 2 171 161 9 4. Biograd (Biograd na Moru) 6 4 0 2 186 165 8 5. Split 7 3 1 2 196 192 7 6. Opuzen 6 2 1 3 140 150 5 7. Vodice 7 2 0 5 184 225 4 8. Trilj 7 1 2 4 173 196 4 9. Kingtrade Makarska 5 1 1 3 119 146 3 10. Jelsa Malizia 7 1 1 5 151 180 3 Izvori: hrs.hr, 2.HRL Jug - Muški hrs.hr, 2.HRL Jug - Muški, wayback |

## Sjever
| Sudionici - Dubrava II Zagreb - Ilova Grubišno Polje - Ivančica Ivanec - Koprivnica - Ludbreg - Marof (Novi Marof) - Novi Zagreb (Zagreb) - Petrinja - Rugvica - Sesvete II - Sisak - Trnovec - Varaždin 1930 II - ZG-Dubrava Zagreb | Ljestvica prije prekida natjecanja mj. klub ut pob ner por gol+ gol- bod 1. Sisak 6 6 0 0 208 156 12 2. Rugvica 7 6 0 1 226 165 12 3. Novi Zagreb (Zagreb) 7 4 1 2 220 216 9 4. Sesvete II 5 4 0 1 168 158 8 5. Ludbreg 5 2 1 2 164 154 5 6. Petrinja 5 2 1 2 160 155 5 7. Dubrava II Zagreb 6 2 1 3 199 200 5 8. Koprivnica 5 2 1 2 169 163 5 9. ZG-Dubrava Zagreb 5 2 1 5 240 280 5 10. Varaždin 1930 II 6 2 1 3 179 191 5 11. Trnovec 6 2 0 4 134 142 4 12. Ivančica Ivanec 3 1 1 1 85 82 3 13. Marof (Novi Marof) 6 1 0 5 158 197 2 14. Ilova Grubišno Polje 5 0 0 5 118 169 0 Izvori: hrs.hr, 2.HRL Sjever - Muški hrs.hr, 2.HRL Sjever - Muški, wayback rkpetrinja.hr rkpetrinja.hr, wayback |

## Zapad
| Sudionici - 28. April Kaštelir - Arena Pula - Dubovac-Gaza Karlovac - Gospić - Karlovac II - Ogulin - Rovinj - Veruda Pula - Zamet II Rijeka | Ljestvica prije prekida natjecanja mj. klub ut pob ner por gol+ gol- bod 1. Gospić 7 6 0 1 250 209 12 2. Arena Pula 6 3 1 2 150 166 7 3. Rovinj 4 3 0 1 106 87 6 4. Veruda Pula 6 3 0 3 168 182 6 5. Ogulin 4 2 0 2 129 124 4 6. Dubovac-Gaza Karlovac 7 2 0 5 192 188 4 7. Karlovac II 4 1 1 2 118 125 3 8. Zamet II Rijeka 5 1 1 3 142 168 3 9. 28. April Kaštelir 5 1 1 3 138 144 3 Izvori: hrs.hr, 2.HRL Zapad - Muški hrs.hr, 2.HRL Zapad - Muški, wayback |

## Vanjske poveznice
- hrs.hr
- hrs.hr, Novosti o hrvatskim rukometnim ligama
- hrs.hr, 2.HRL Istok - Muški
- hrs.hr, 2.HRL Jug - Muški
- hrs.hr, 2.HRL Sjever - Muški
- hrs.hr, 2.HRL Zapad - Muški